# Wartburg 1.3
La Wartburg 1.3 è una vettura di fascia media prodotta fra il 1988 ed il 1991 dalla Casa automobilistica tedesco-orientale AWE.

## Storia e profilo

### Origini e debutto
Per quasi tutto il periodo compreso tra la fine della Seconda Guerra Mondiale e la caduta del Muro di Berlino, la produzione automobilistica tedesco orientale fu incentrata quasi esclusivamente su motori a due tempi. Ciò avvenne soprattutto a causa della miope amministrazione statale che incentrava in sé tutti i poteri decisionali relativi all'apparato industriale della ex-Germania dell'Est e che spesso e volentieri si rendeva protagonista di episodi di incompetenza vera e propria. Come ad esempio quella di ostinarsi ad utilizzare bicilindrici e tricilindrici a due tempi di antica origine DKW e risalenti addirittura a prima della guerra, in particolar modo le unità bicilindriche. La colpa non fu quindi da imputare agli staff tecnici dei vari stabilimenti che anzi tentarono, sia pur invano, di avviare progetti relativi a motori di nuovo tipo (addirittura vi fu un progetto che mirò alla realizzazione di un motore Wankel, previo accordo industriale con la NSU di Neckarsulm che deteneva i diritti per tale tipo di motore). Finalmente arrivò l'occasione tanto agognata, quando nel 1983 dal gruppo Volkswagen arrivò la proposta di costruire dei motori 1.3 a quattro tempi, già impiegati dalla Casa di Wolfsburg per alcune versioni della Polo e della Golf. Date le sue caratteristiche, un tale motore avrebbe potuto essere utilizzato sotto il cofano di una vettura come la Wartburg 353W, per sostituire la quale erano già stati avviati progetti in passato, destinati però anch'essi ad arenarsi. I membri del Governo della ex-DDR diedero finalmente il loro assenso a tale proposta ed un accordo fra le due parti fu finalmente stipulato il 12 novembre 1984. Alla fabbrica di Eisenach sarebbero giunti dei motori 1.3, mentre a Zwickau, per l'analogo rinnovamento della piccola Trabant 601, sarebbero stati inviati dei motori 1.1, sempre di origine Volkswagen.
In realtà, l'adattamento del motore EA111 alla scocca della 353W comportò non pochi problemi in quanto si trattava di un'unità completamente differente per architettura, tecnologia, ingombri e supporti. Furono necessarie profonde modifiche alla parte anteriore del telaio della vettura e fu inoltre necessario progettare e sviluppare un nuovo cambio. La stessa Volkswagen si premurò di provare ad adattare uno dei suoi motori 1.3 nel vano motore di una 353W, dapprima longitudinalmente ed infine in senso trasversale. Quest'ultimo aspetto fece storcere il naso ai progettisti AWE, da sempre abituati alla tradizionale disposizione longitudinale del motore. Ma vi era troppo poco tempo per protestare e la vettura rimase con il motore montato trasversalmente.
La prima Wartburg 1.3 uscì dalle linee di montaggio AWE di Eisenach il 12 ottobre 1988.

### Caratteristiche

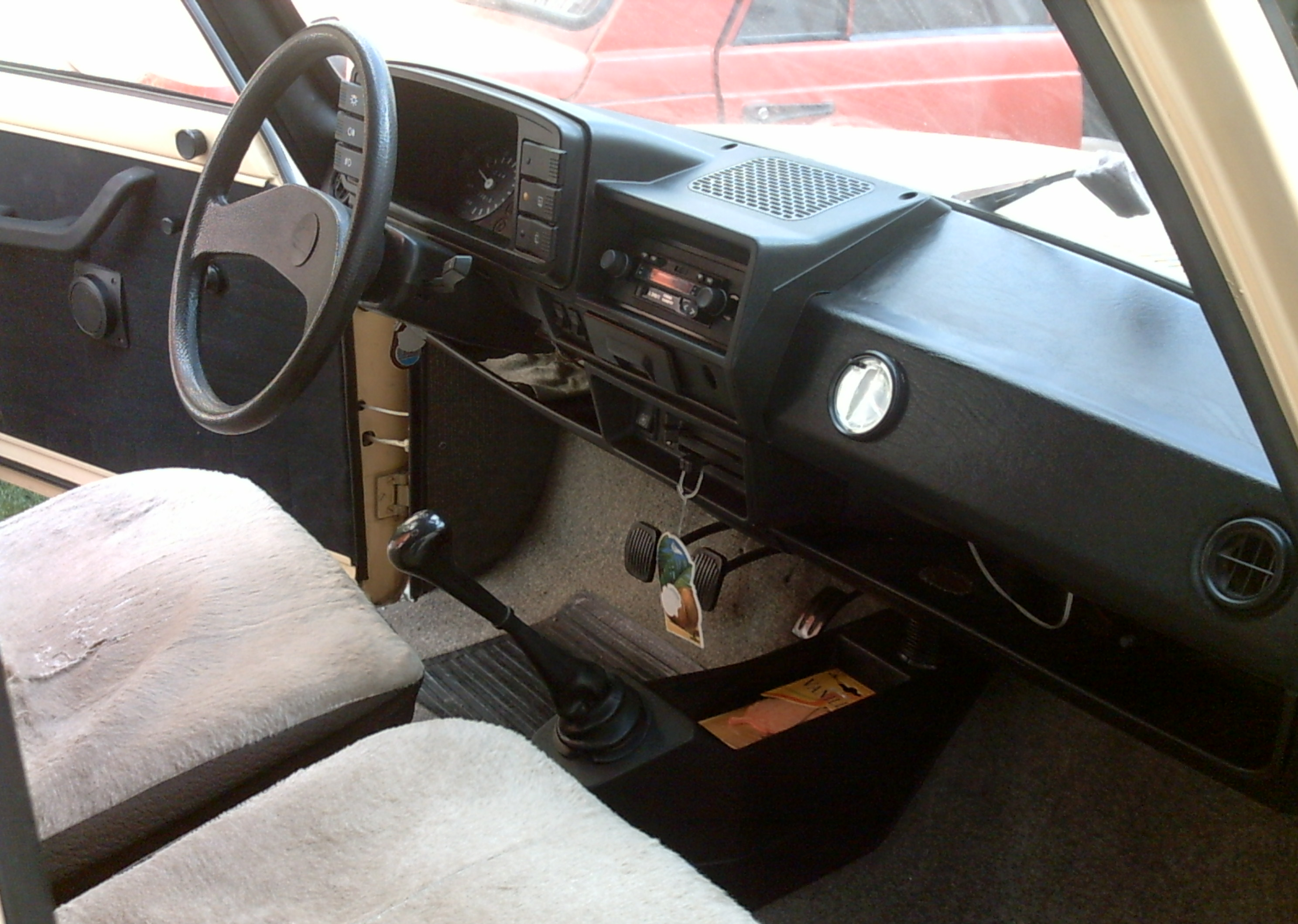
Il cruscotto

Esteriormente la Wartburg 1.3 si distingueva dalla precedente 353W per la nuova calandra liscia e semplificata, che recava con sé solo tre feritoie orizzontali anziché quattro. I fari anteriori integravano a questo punto anche gli indicatori di direzione verticali, ripetuti comunque anche sui parafanghi anteriori. I gruppi ottici posteriori, sempre a sviluppo orizzontale, divennero più grandi. Internamente le differenze furono pochissime e limitate a nuovi rivestimenti e nuovi poggiatesta.

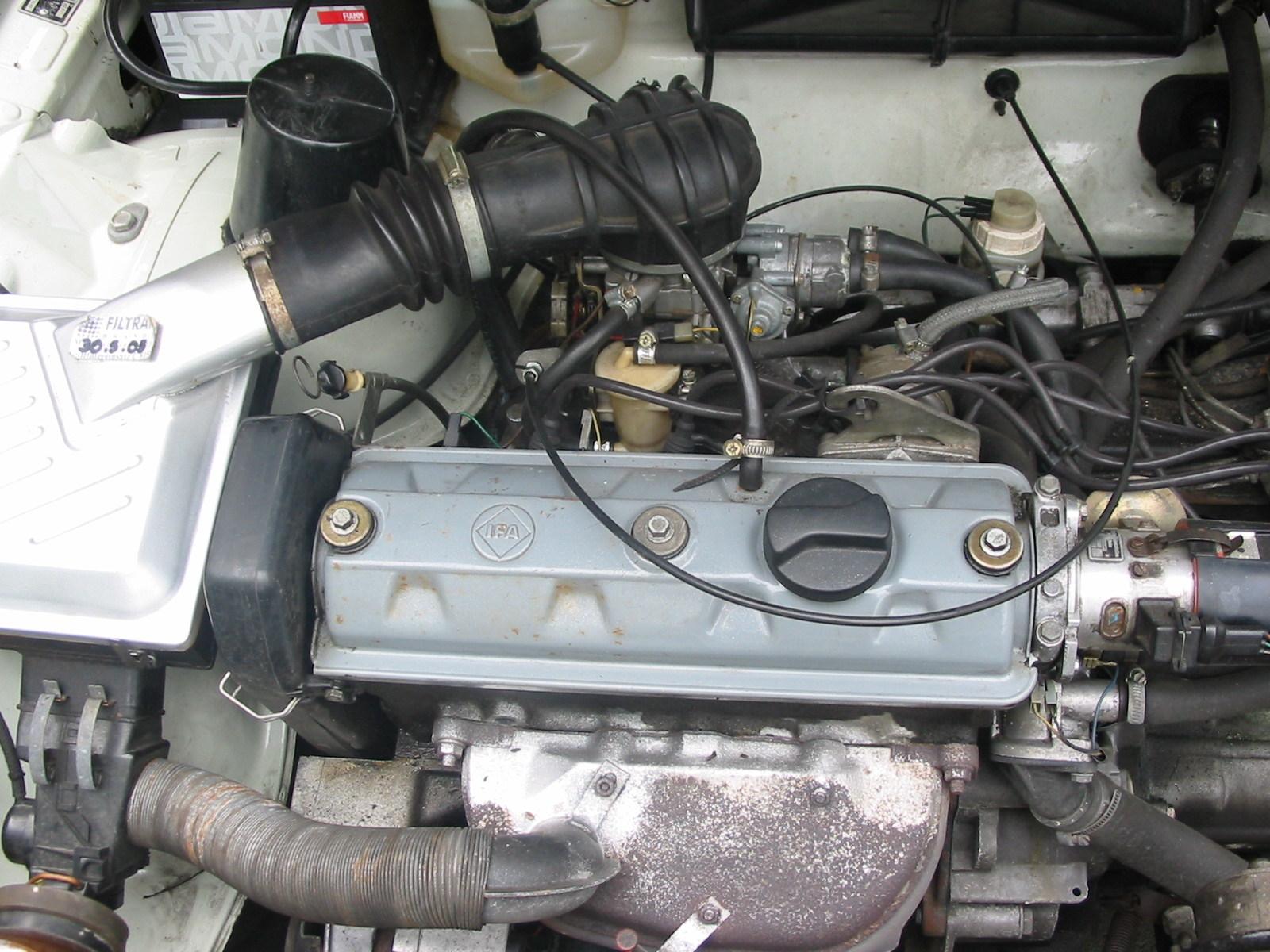
Il motore trasversale di una Wartburg 1.3

Come già detto, la sola grande novità tecnica introdotta con l'arrivo della Wartburg 1.3 fu il motore VW a quattro tempi. Si trattava di un motore da 1272 cm³, alimentato a carburatore ed in grado di erogare una potenza massima di 58 CV. Anche il cambio utilizzato fu riprogettato ex-novo per poterlo adattare al nuovo motore. Era comunque anche in questo caso un'unità manuale a 4 marce. Per quanto riguarda la meccanica telaistica, quasi tutto è rimasto come nella 353W, a partire dal telaio a longheroni disposti ad ovale, il quale comunque ricevette a sua volta delle modifiche per alloggiare il nuovo motore. L'impianto frenante rimase il medesimo, mentre le carreggiate furono leggermente allargate per migliorare la tenuta di strada e a tale scopo vennero leggermente ridisegnati anche i parafanghi.

### Evoluzione

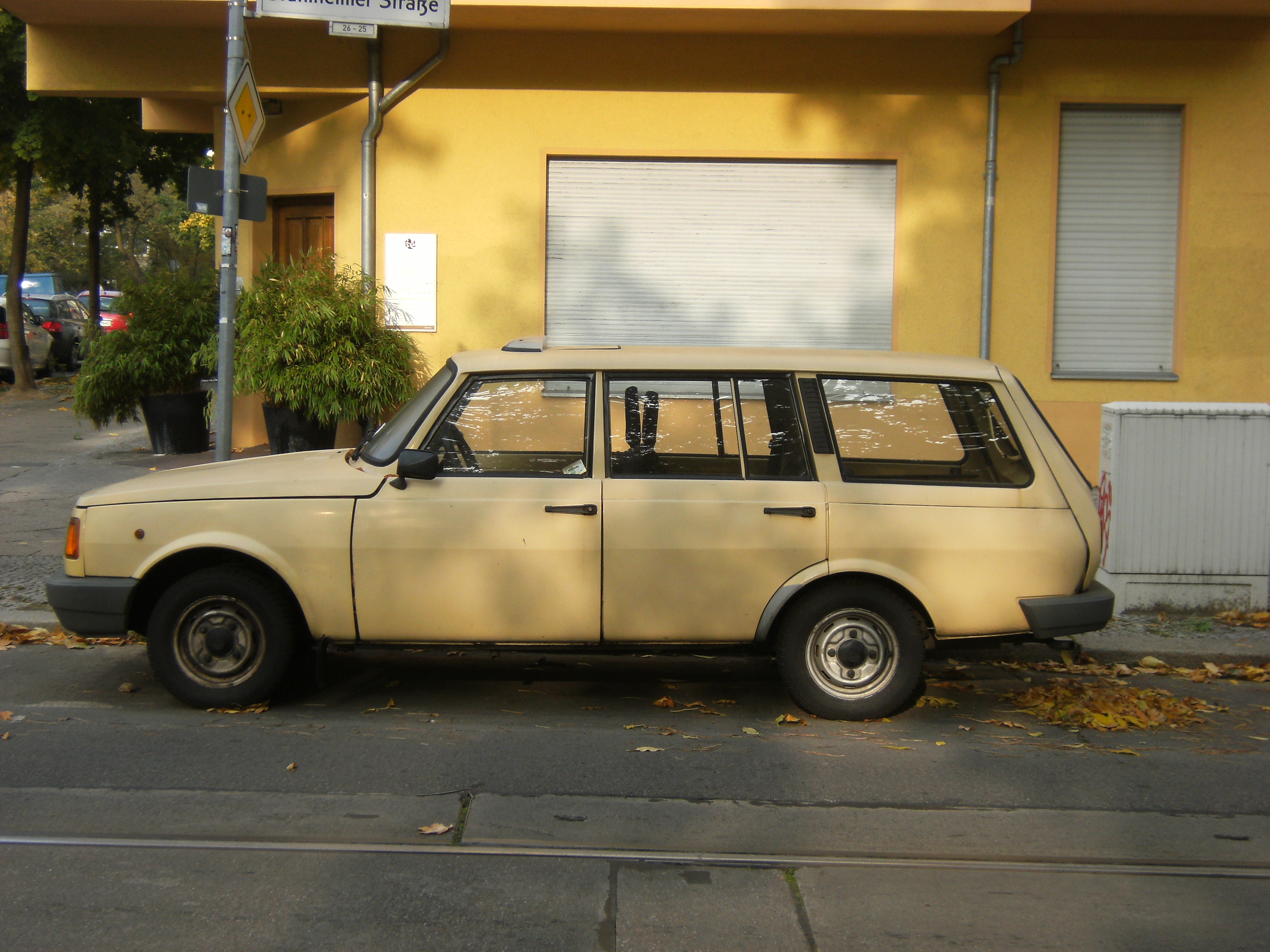
Una Wartburg 1.3 Tourist

La produzione della Wartburg 1.3 avvenne inizialmente in parallelo con la produzione delle ultime 353W: per i primi mesi, fino all'aprile del 1989, le linee di montaggio dello stabilimento AWE di Eisenach produssero entrambi i modelli. Nel caso della 353W, anche con carrozzeria giardinetta, ma a partire dal mese di marzo del 1989, anche la 1.3 cominciò ad essere prodotta con tale configurazione di carrozzeria. Ed anche la 1.3 "familiare" venne battezzata 1.3 Tourist.

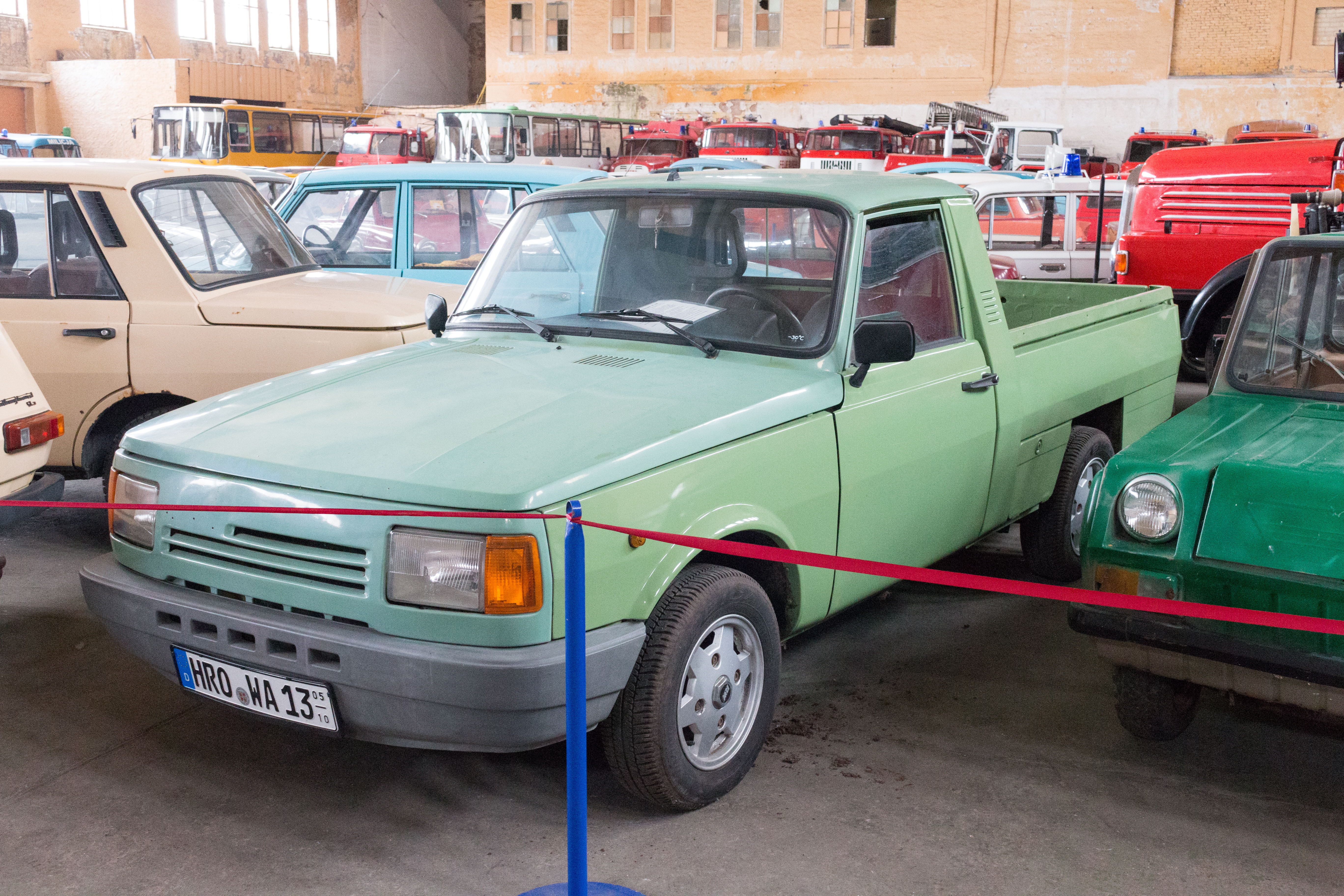
Una Wartburg 1.3 Trans

In realtà, la Wartburg 1.3 non incontrò il successo sperato e questo per almeno tre motivi. Prima di tutto gli ingenti costi di sviluppo della vettura: sebbene strettamente derivata dalla precedente 353W, le profonde modifiche strutturali al telaio e la realizzazione di un nuovo cambio ne fecero aumentare vertiginosamente il prezzo finale, che di certo non risultò allettante per le magre possibilità economiche della popolazione tedesco orientale. Basti pensare che dai 20-22.000 DDM preventivati inizialmente si dovette salire a ben 30.200 DDM! Inoltre, il motore utilizzato non fu molto più prestante rispetto a quello a due tempi impiegato fino a quel momento nella 353W. Infine, ad un anno dal lancio della Wartburg 1.3 si verificò la caduta del Muro di Berlino, il che comportò un deciso abbattimento delle frontiere tra est e ovest, non solo dal punto di vista geografico, ma anche dal punto di vista commerciale. Fu possibile un più ampio scambio commerciale fra l'industria occidentale e quella orientale: le vetture prodotte in quella che ormai si apprestava a divenire l'ex-Europa occidentale risultarono più evolute e in certi casi anche più convenienti rispetto alle vetuste vetture prodotte nell'ex-DDR.
A poco servì il tentativo di proporre una Wartburg 1.3 S nella gamma, modello dotato di un allestimento più ricco, così come di nicchia fu l'introduzione di una variante pick-up denominata Wartburg 1.3 Trans: il 10 aprile 1991 l'ultima Wartburg 1.3 uscì dalle linee di montaggio, sancendo così la fine della storia dello stabilimento Automobilwerk Eisenach. In totale, gli esemplari prodotti furono comunque 152.775, non pochi se si considera il ristretto periodo di produzione e la scarsa popolarità che questa vettura riscosse presso il pubblico.

### Riepilogo caratteristiche
| Modello                            | Wartburg 1.3 | Wartburg 1.3 Tourist | Wartburg 1.3 Trans |
| ---------------------------------- | --- | --- | --- |
| Varianti di carrozzeria            | berlina | giardinetta | pick-up |
| Anni di produzione                 | 10/1988-04/1991 | 04-1989/04/1991 | 1990-91 |
| Esemplari prodotti                 | 152.775 | 152.775 | 152.775 |
| Motore                             | VW EA111 a quattro tempi | VW EA111 a quattro tempi | VW EA111 a quattro tempi |
| Posizione                          | Anteriore trasversale | Anteriore trasversale | Anteriore trasversale |
| Numero e disposizione dei cilindri | Quattro cilindri in linea | Quattro cilindri in linea | Quattro cilindri in linea |
| Cilindrata (cm³)                   | 1272 | 1272 | 1272 |
| Alimentazione                      | Carburatore BVF 34F o Weber 34 TLA                                                                                            | Carburatore BVF 34F o Weber 34 TLA                                                                                            | Carburatore BVF 34F o Weber 34 TLA                                                                                            |
| Distribuzione                      | Un asse a camme in testa, valvole in testa                                                                                    | Un asse a camme in testa, valvole in testa                                                                                    | Un asse a camme in testa, valvole in testa                                                                                    |
| Rapporto di compressione           | 9.5:1 | 9.5:1 | 9.5:1 |
| Potenza massima (CV/rpm)           | 58/5400 | 58/5400 | 58/5400 |
| Coppia nominale [Nm] a giri/min]   | 96/3300 | 96/3300 | 96/3300 |
| Frizione                           | Monodisco a secco | Monodisco a secco | Monodisco a secco |
| Trazione                           | Anteriore | Anteriore | Anteriore |
| Cambio                             | Manuale a 4 marce | Manuale a 4 marce | Manuale a 4 marce |
| Telaio                             | Telaio separato in acciaio a due longheroni disposti ad ovale più tre traverse                                                | Telaio separato in acciaio a due longheroni disposti ad ovale più tre traverse                                                | Telaio separato in acciaio a due longheroni disposti ad ovale più tre traverse                                                |
| Sospensioni ant.                   | A ruote indipendenti con triangoli inferiori, molle elicoidali, barra stabilizzatrice ed ammortizzatori idraulici telescopici | A ruote indipendenti con triangoli inferiori, molle elicoidali, barra stabilizzatrice ed ammortizzatori idraulici telescopici | A ruote indipendenti con triangoli inferiori, molle elicoidali, barra stabilizzatrice ed ammortizzatori idraulici telescopici |
| Sospensioni post.                  | A ruote indipendenti con triangoli oscillanti, molle elicoidali ed ammortizzatori idraulici telescopici                       | A ruote indipendenti con triangoli oscillanti, molle elicoidali ed ammortizzatori idraulici telescopici                       | A ruote indipendenti con triangoli oscillanti, molle elicoidali ed ammortizzatori idraulici telescopici                       |
| Impianto frenante                  | Idraulico, freni anteriori a disco, posteriori a tamburo                                                                      | Idraulico, freni anteriori a disco, posteriori a tamburo                                                                      | Idraulico, freni anteriori a disco, posteriori a tamburo                                                                      |
| Sterzo                             | A cremagliera | A cremagliera | A cremagliera |
| Pneumatici                         | 165 R13 (a richiesta: 165 SR13 o 175 R13)                                                                                     | 165 R13 (a richiesta: 165 SR13 o 175 R13)                                                                                     | 165 R13 (a richiesta: 165 SR13 o 175 R13)                                                                                     |
| Massa in ordine di marcia (kg)     | 900 | 960 | 840 |
| Capacità serbatoio (l)             | 43 | 43 | 43 |
| Velocità massima (km/h)            | 150 | 135 | 141 |
| Accelerazione 0–100 km/h (secondo  | 22" | 22" | 22" |
| Consumo medio (l/100 km)           | 8 | 8 | 8 |

### Prototipi derivati

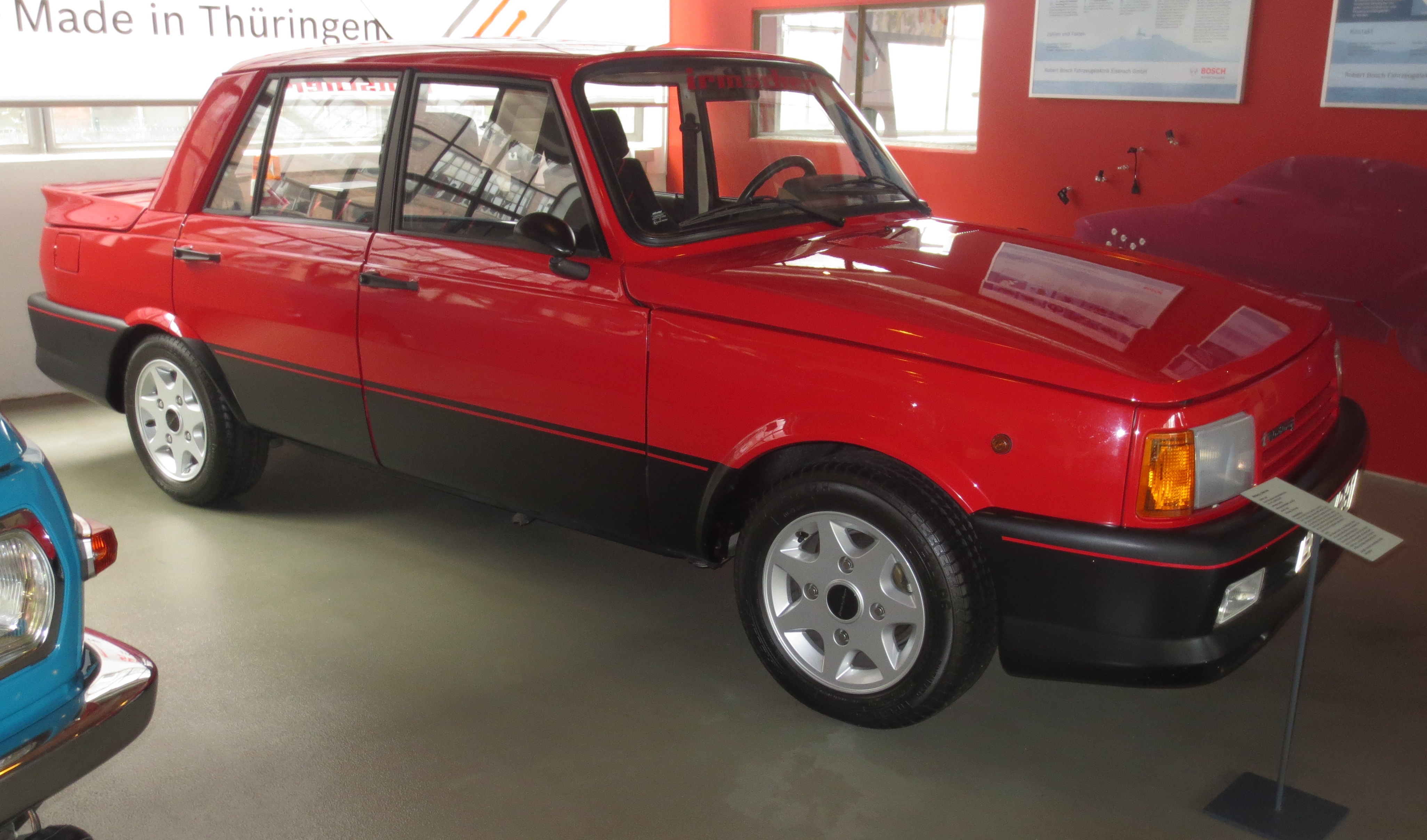
La Wartburg 1.3 NewLine

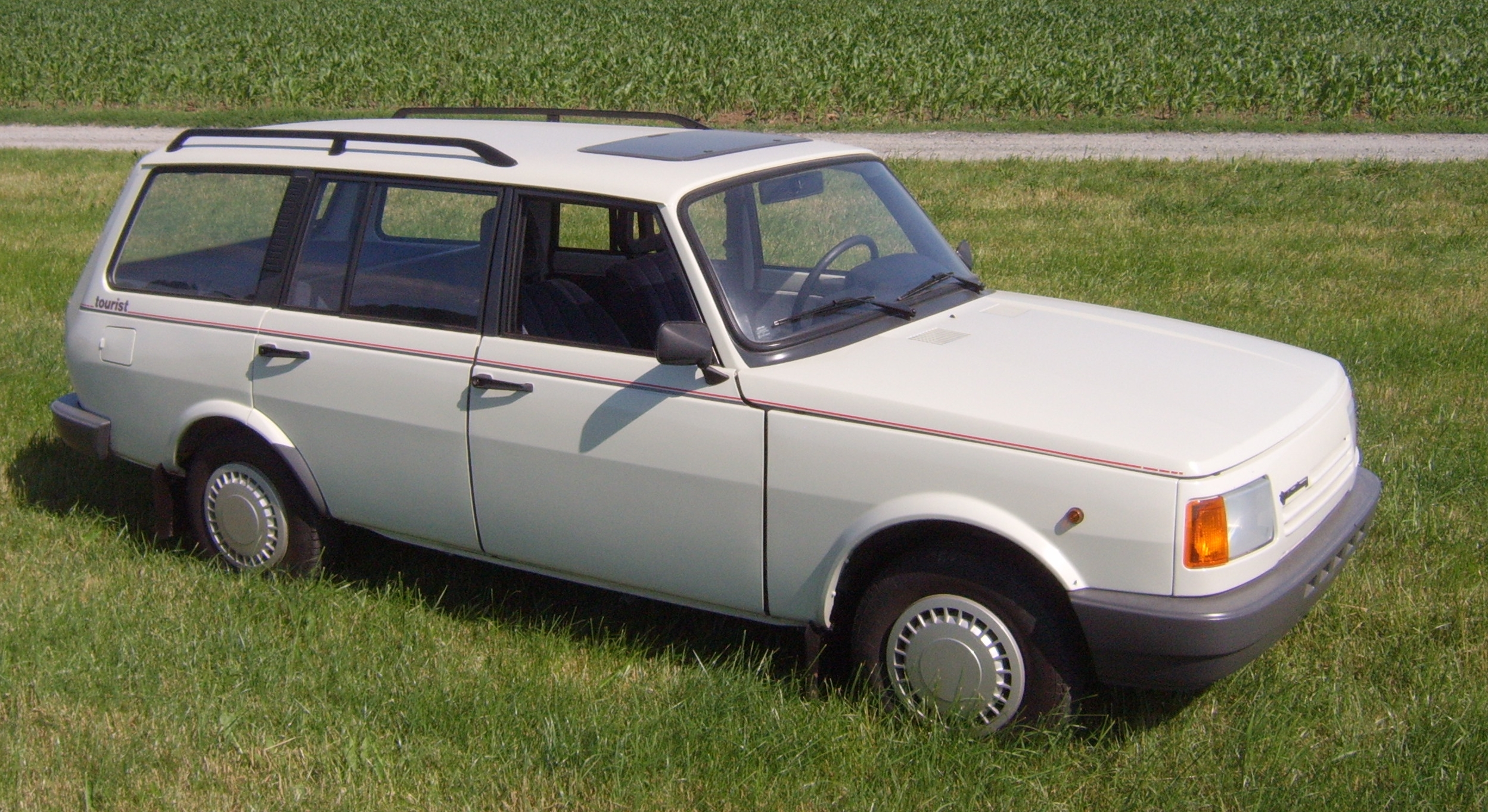
La Wartburg 1.3 Tourist L

Nella sua breve carriera, la Wartburg 1.3 ebbe modo di essere interpretata anche in altre varianti, rimaste però allo stadio di prototipo. Due sono i prototipi noti: il primo, denominato New Line, ha visto la collaborazione del preparatore tedesco Irmscher, noto per le sue personalizzazioni sportive di vetture della Opel. Nel caso della Wartburg 1.3, fu scelta ugualmente la via della sportività e quindi ecco che il prototipo in questione sfoggia una aggressiva livrea rossa e nera, con appendici aerodinamiche, cerchi in lega specifici da 14 pollici, pneumatici maggiorati e assetto ribassato e irrigidito. Trattandosi di un preparatore specializzato in modelli Opel, Irmscher ha utilizzato anche componenti provenienti dalla produzione Opel di quegli anni. Era il caso, ad esempio, dei sedili e dei paraurti.
L'altro dei due prototipi su base Wartburg 1.3 fu la 1.3 Tourist L, realizzata stavolta dalla carrozzeria Karmann di Osnabrück. Come si evince dalla denominazione, questo prototipo è stato basato sulla versione giardinetta, la Tourist appunto. Si tratta in pratica di un allestimento mai entrato nella gamma ufficiale e che prevedeva tra l'altro un tettuccio apribile in cristallo, le barre portapacchi sul tetto, nuovi rivestimenti interni e vetri oscurati.